# Eric Adams (polític)
Eric Adams   (Brownsville, 1 de setembre de 1960) és un polític estatunidenc i antic oficial de policia. És el 110è alcalde de la ciutat de Nova York des de l'1 de gener de 2022.
Adams va servir com a oficial a la Policia de Trànsit de Nova York i després al Departament de Policia de Nova York durant més de 20 anys, jubilant-se amb el rang de capità. Va servir al Senat de l'estat de Nova York del 2006 al 2013, representant el 20è districte del Senat, per Brooklyn. El novembre de 2013, Adams va ser escollit president del districte de Brooklyn. Va ser reelegit el novembre de 2017 i va ser el primer afroamericà a ocupar el càrrec.
El 17 de novembre de 2020, Adams va anunciar la seva candidatura a l'alcaldia de la ciutat de Nova York. Les primeres enquestes van mostrar que Adams només anava per darrere d'Andrew Yang, que es va beneficiar del reconeixement del seu nom de la seva candidatura presidencial demòcrata el 2020. El 6 de juliol de 2021, Associated Press va declarar Adams guanyador de les primàries de l'alcaldia demòcrata de 2021. Adams va derrotar el republicà Curtis Sliwa a les eleccions generals amb una victòria contundent.
Adams va jurar com a alcalde poc després de la mitjanit de l'1 de gener de 2022. Com a alcalde, Adams ha adoptat el que es considera un enfocament dur amb la delinqüència i ha reintroduït una unitat de policia de paisà que havia estat dissolta per l'administració anterior. En els esforços per millorar els nivells de vida de la ciutat, ha implementat una política de tolerància zero sobre les persones sense llar que dormen als vagons del metro.